# Diplocarpon rosae
Diplocarpon rosae é um fungo causador da doença da mancha negra da roseira e outras plantas ornamentais.. Como sua expressão foi observada por pessoas de diversos locais do mundo na mesma época (por volta de 1830), a nomenclatura para fungo varia bastante, com cerca de 25 diferentes denominações. A fase assexuada do fungo é conhecida como Marssonina rosae, enquanto a fase sexuada e mais comum é chamada de Diplocarpon rosae.
Diplocarpon rosae tem seu desenvolvimento micelial, na forma de ascosporo e conídio em folhas infectadas. Em condições de umidade e temperatura favoráveis, na primavera do hemisfério norte ou em outras épocas nas regiões tropicais, os ascósporos e conídios são carregados pelo vento e pela chuva para infectar novos tecidos vegetais. Após a infecção, o prograsso da doença parte das folhas mais baixas até as mais altas, causando desfoliação e o surgimento de manchas negras na folhas. 
O impacto econômico da doença causada pelo fungo tem diminuído progressivamente, graças ao aumento da área de cultivos protegidos, onde a utilização de sistemas de irrigação localizada e condições ambientais controladas reduzem sua possibilidade de desenvolvimento.